# Ludwik Jabłonowski
El príncipe Ludwik Jabłonowski (5 de agosto de 1784 - Venecia, 13 de mayo de 1864) fue un diplomático conocido principalmente por haber sido enviado en Nápoles de Francisco I de Austria.

## Biografía
Nació en el seno de una familia de la alta nobleza polaca, siendo hijo de Maciej Jabłonowski  y Marianna Szeptycki. Sus padres contaban con importantes propiedades en Niżniów y Rogoźno en el oeste de la región de Galitzia.
En 1805 Ludwik contrajo matrimonio con Karolina Woyn.
En la década de 1810 comenzó su carrera al servicio de Francisco I de Austria. Este último le nombraría en 1815 enviado extraordinario y ministro plenipotenciario ante Joaquín Murat, entonces rey de Nápoles. Continuaría desempeñando esta función tras la derrota de Murat y la restauración de Fernando IV de Borbón al trono de Nápoles.

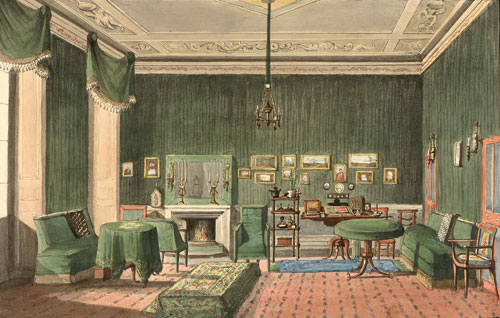
Vista del salón verde de la residencia del Jablonowsky en Nápoles, en 1820.

Durante su mandato como enviado extraordinario en Nápoles, tuvo un relevante papel en el rembolso de la indemnización de guerra que debía de pagar el reino de las Dos Sicilias al Imperio austríaco. En este sentido, existieron problemas financieros que finalmente se saldarían con una investigación a Jabłonowski en 1827. En un primer momento, el ministro de finanzas, conde Nadasdy, obtuvo un primer resultado desfavorable a Jabłonowski que se vería obligado a pagar 584.354,54 florines. esta cifra iría contra las propiedades de Jabłonowski en Rogozno. Posteriormente, tras una segunda investigación, esta arrojó un resultado de 10.694 florines contra Jabłonowski.Fue admirador de mujeres como Isabella Colbran  o Teresa Casati, esposa de Federico Confalonieri.
Tras la Revolución ocurrida en Nápoles en 1820, Jabłonowski se ausentaría de Nápoles, dejando de ser enviado extraordinario y ministro plenipotenciario en esa corte en 1822. Este cese podría haber ocurrido con ocasión de una supuesta adicción al juego de Jabłonowski .
A finales de la década de 1820, se encontraba en Viena donde formaba parte del entorno de Friedrich von Gentz, polemista y estrecho colaborador de Metternich, canciller del Imperio austríaco.
En 1841, tras haber quedado viudo el año anterior, contrajo matrimonio con la noble véneta Luigia Marin.

## Obras
Fue autor de un panfleto, en 1851: Das monarchische Princip und die Volksvertretung (en alemán). Viena: Jasper, Hügel & Manz. 1851.

## Títulos, órdenes y cargos

### Títulos
- Fürst (en español, príncipe). ( Imperio austríaco, 14 de enero de 1820)[7]

### Órdenes
- Comendador de la Orden Imperial de Leopoldo. ( Imperio austríaco)[8]
- Caballero gran cruz de la Real Orden de San Fernando y el Mérito (1819,  Reino de las Dos Sicilias)[9]

### Cargos
- Enviado extraordinario y ministro plenipotenciario del emperador de Austria ante el rey de las Dos Sicilias. (1815[10]-1822)[8]
- Consejero íntimo actual del emperador de Austria. (1833)
- Chambelán del emperador de Austria. (1831)
- Gran escudero del reino de Galicia y Lodomeria.[8]